# غريغ شيبارد
غريغ شيبارد هو لاعب كرة قاعدة كندي، ولد في 23 أبريل 1949 في نورث باتلفورد في كندا.

## وصلات خارجية
- غريغ شيبارد على موقع دوري الهوكي الوطني (الإنجليزية)
- غريغ شيبارد على موقع قاعة مشاهير الهوكي (لاعب أن.إتش.أل) (الإنجليزية)
- غريغ شيبارد على موقع EliteProspects.com (الإنجليزية)
- غريغ شيبارد على موقع HockeyDB.com (الإنجليزية)
- غريغ شيبارد على موقع Hockey-Reference.com (الإنجليزية)